# Wilsonomyces
Wilsonomyces és un gènere de fongs ascomicots de l'ordre dels botriosferials (Botryosphaeriales). El gènere comprèn un gran nombre d'espècies fitopatògenes que ataquen els cereals i nombroses altres plantes com hortalisses i de jardineria, incloent els arbres del gènere Platanus i Eucalyptus.

## Taxonomia
- Wilsonomyces anacardii
- Wilsonomyces cactivora
- Wilsonomyces carpophila
- Wilsonomyces deflectens
- Wilsonomyces dura
- Wilsonomyces glomerulosa
- Wilsonomyces juniperina
- Wilsonomyces millettiae
- Wilsonomyces palmivora
- Wilsonomyces platani
- Wilsonomyces sapii
- Wilsonomyces thujina